# Tramway de Haute Silésie
Le tramway de Katowice (ou Tramwaje w Górnośląskim Okręgu Przemysłowym, "Tramway de Haute Silésie") dessert la ville de Katowice et ses alentours. Exploité par KZK GOP, le réseau existe depuis 1912.

## Exploitation

### Lignes actuelles
| 0  | Katowice Plac Wolności – Dąb – WPKiW – Chorzów Stadion Śląski Zachodnia Pętla                                                                                            |
| 1  | Gliwice Zajezdnia – Maciejów – Zabrze – Zaborze – Ruda Płd. – Chebzie Pętla                                                                                              |
| 3  | Mikulczyce Dworzec PKP – Zabrze – Makoszowy Dworzec PKP |
| 4  | Gliwice Zajezdnia – Maciejów – Zabrze – Zaborze Lompy Pętla |
| 5  | Bytom Plac Sikorskiego – Szombierki – Bobrek – Biskupice – Zabrze – Zaborze Lompy Pętla                                                                                  |
| 6  | Brynów Pętla – Katowice – Dąb – Chorzów – Łagiewniki Wsch. – Bytom Plac Sikorskiego – Bytom Politechnika Śląska                                                          |
| 7  | Chebzie Pętla – Lipiny – Chropaczów – Łagiewniki – Piaśniki – Św-ce – Chorzów Batory Zajezdnia – Załęże – Katowice – Zawodzie – Szopienice – Burowiec – Szopienice Pętla |
| 9  | Bytom Plac Sikorskiego – Chebzie – Nowy Bytom – Wirek – Świętochłowice – Chorzów Ratusz                                                                                  |
| 11 | Katowice Plac Wolności – Dąb – WPKiW – Chorzów – Piaśniki – Lipiny – Chebzie Pętla                                                                                       |
| 13 | Siemianowice Śląskie Plac Skargi – Wełnowiec – Koszutka – Katowice Plac Wolności – Załęże – Chorzów Batory Zajezdnia                                                     |
| 14 | Wełnowiec Plac Alfreda – Katowice – Szopienice – Burowiec – Szopienice – Mysłowice Dworzec PKP                                                                           |
| 15 | Katowice Plac Wolności – Szopienice – Sosnowiec – Sielec – Środula – Zagórze Pętla                                                                                       |
| 16 | Koszutka Słoneczna Pętla – Katowice – Brynów Pętla |
| 17 | Chorzów Ratusz – Świętochłowice – Piaśniki – Łagiewniki – Chropaczów – Lipiny – Chebzie Pętla                                                                            |
| 18 | Bytom Plac Sikorskiego – Szombierki – Bobrek – Ruda – Chebzie Pętla |
| 19 | Stroszek Zajezdnia – Dąbrowa Miejska – Bytom Plac Sikorskiego – Łagiewniki Wsch. – Chorzów – Dąb – Katowice Plac Miarki                                                  |
| 20 | Chorzów Ratusz – Chorzów Batory Zajezdnia – Załęże – Katowice – Zawodzie Pętla                                                                                           |
| 21 | Milowice Pętla – Sosnowiec – Pogoń – Będzin – Dąbrowa Górn. – Gołonóg – Tworzeń Huta Katowice                                                                            |
| 22 | Czeladź Kombatantów – Będzin – Dąbrowa Górnicza – Gołonóg – Tworzeń Huta Katowice                                                                                        |
| 24 | Konstantynów Okrzei – Sosnowiec – Pogoń – Osiedle Zamkowe Pętla |
| 26 | Milowice Pętla – Sosnowiec – Dańdówka – Niwka – Modrzejów – Mysłowice Dworzec PKP                                                                                        |
| 27 | Pogoń Akademiki – Dańdówka – Klimontów – Porąbka – Kazimierz Górniczy Pętla                                                                                              |
| 28 | Dąbrowa Górnicza Urząd Pracy Pętla – Dąbrowa Górnicza – Gołonóg Podstacja                                                                                                |
| 30 | Bytom Plac Sikorskiego – Szombierki – Bobrek – Biskupice Pętla |
| 31 | Stroszek Zajezdnia – Dąbrowa Miejska – Bytom Plac Sikorskiego |
| 35 | Biskupice Pętla – Zabrze – Zaborze Lompy Pętla |
| 37 | Zawodzie Pętla – Katowice – Załęże – Chorzów Batory – Świętochłowice – Piaśniki – Łagiewniki – Chropaczów – Lipiny – Chebzie Pętla                                       |
| 38 | Bytom Kościół św. Trójcy – ul. Piekarska – Bytom Powstańców Śląskich |

### Légende
| 5  | Ligne normale                           |
| 10 | Ligne temporaire                        |
| 17 | Ligne circulant sur un parcours modifié |

### Horaires
| - 09:40 – 19:10 Linie 0 - 04:50 – 04:20 Linie 1 - 05:10 – 04:00 Linie 3 - 05:25 – 20:05 Linie 4 - 04:40 – 04:05 Linie 5 - 05:15 – 23:50 Linie 6 - 04:55 – 03:00 Linie 7 | - 04:20 – 04:15 Linie 9 - 04:25 – 01:50 Linie 11 - 04:55 – 04:20 Linie 13 - 04:50 – 23:50 Linie 14 - 04:25 – 00:25 Linie 15 - 04:25 – 04:20 Linie 16 - 04:05 – 23:45 Linie 17 | - 04:55 – 23:05 Linie 18 - 04:00 – 22:20 Linie 19 - 05:10 – 04:10 Linie 20 - 04:30 – 03:40 Linie 21 - 04:50 – 03:20 Linie 22 - 05:15 – 23:10 Linie 24 - 05:00 – 04:05 Linie 26 | - 04:05 – 03:20 Linie 27 - 06:45 – 18:25 Linie 28 - 04:50 – 03:55 Linie 30 - 05:25 – 23:10 Linie 31 - 06:20 – 16:20 Linie 35 - 04:25 – 17:40 Linie 37 - 05:45 – 18:05 Linie 38 |